# Nicòstrat (estrateg)
Nicòstrat (en grec Νικόστρατος Nikóstratos) va ser estrateg de la Lliga Aquea l'any 197 aC.
Va estar present a la reunió que es va fer a Micenes, organitzada per Nabis d'Esparta i a la que també estaven presenta el cònsol Flaminí i Àtal I de Pèrgam. Com a representant de la Lliga Aquea va signar una treva amb Nabis per quatre mesos. Al mateix any era a Sició amb un cos de tropes, quan mercès a un estratagema va derrotar severament a les forces de Filip V de Macedònia estacionades a Corint sota la direcció d'Andròstenes, que s'havien dispersat per saquejar terres de Pel·lene, Sició i Flios.